# Marlon Starling
Marlon Starling est un boxeur américain né le 29 août 1959 à Hartford, Connecticut.

## Carrière
Plusieurs fois champion des États-Unis et champion d'Amérique du Nord NABF des poids welters entre 1982 et 1986, il devient champion du monde WBA de la catégorie le 22 août 1987 en battant Mark Breland par arrêt de l'arbitre à la 11e reprise. 
Le 29 juillet 1988, Marlon Starling affronte pour sa 3e défense le colombien invaincu Tomas Molinares. Menant pour 2 des 3 juges à la fin du 6e round, il encaisse juste après le gong un coup qui l'envoie à terre pour plus que le compte. Blessé à la cheville, il ne peut reprendre le combat et perd ainsi sa ceinture. Cette décision sera transformée en « no contest » car le KO est intervenu après la fin du 6e round. 
Il ne réussira pas à obtenir un nouveau combat de championnat WBA mais parvient néanmoins à relancer sa carrière en remportant le titre WBC de la catégorie le 4 février 1989 aux dépens du britannique Lloyd Honeyghan. Starling enchaine par un autre succès contre Yung-Kil Chung avant de s'incliner contre Michael Nunn, champion IBF des poids moyens le 14 avril 1990, et de perdre sa ceinture WBC des Welters face à Maurice Blocker le 19 août 1990. Il met un terme à sa carrière après ce combat sur un bilan de 45 victoires, 6 défaites et 1 match nul.